# Víctor Aragó
Pere Joan Víctor Aragó (Estagell, Rosselló, 8 d'abril de 1792 - Versalles, 11 d'abril de 1867) fou un militar nord-català. Era fill de Maria i Francesc Bonaventura Aragó. Va estudiar a l'Escola Politècnica i va destacar amb els estudis abans de combatre a la guerra del francès. Després va seguir les diverses vicissituds militars franceses.
El 1832 fou l'autor d'un fet d'armes memorable al setge de la ciutadella d'Anvers: : encara que en dificultats, va aconseguir, amb els seus homes, entrar el primer a la ciutadella sense perdre un home. El duc d'Orleans, a qui fou presentat per aquesta gesta,va exclamar És clar, ell és un Aragó.
El 1848 no va arribar a ser diputat dels Pirineus Orientals: tres dels seus germans ja ho eren, fou objecte d'oposició a causa de trop d'Arago (massa Aragó). Fou nomenat comandant de la guarnició de Perpinyà, després de la d'île d'Aix. Va restar proper a la seva família, i va sostenir econòmicament el seu germà Esteve quan tenia dificultats per mantenir el seu teatre.
Els fets quotidians de la seva vida militar són poc coneguts, els arxius corresponents s'han perdut.